# Glutamin
Glutamine (ký hiệu Gln hoặc Q)  là một axit α-amin được sử dụng trong quá trình sinh tổng hợp protein. Chuỗi bên của nó tương tự như của axit glutamic, ngoại trừ nhóm axit carboxyl được thay thế bởi một amid. amino acid này được phân loại như là một amino acid phân cực trung tính. amino acid này là không thiết yếu hoặc thiết yếu trong những điều kiện nhất định ở người, có nghĩa là cơ thể thường có thể tự tổng hợp đủ lượng cần thiết, nhưng trong một số trường hợp stress, nhu cầu glutamine của cơ thể tăng lên, và glutamine phải được lấy thêm từ chế độ ăn uống. Glutamine được mã hóa bởi codon CAA và CAG.
Trong máu ở người, glutamine là amino acid tự do có hàm lượng phong phú nhất.
Các nguồn thực phẩm giàu glutamine bao gồm các loại thực phẩm giàu protein như thịt bò, gà, cá, các sản phẩm từ sữa, trứng; rau thì có thể kể đến đậu, củ cải đường, cải bắp, rau bina, cà rốt, rau mùi tây, nước rau ép và lúa mì, đu đủ, cải brussel, cần tây, cải xoăn và thực phẩm lên men như miso.

## Chức năng
Glutamine có thể tham gia vào một loạt các chức năng sinh hóa:
- Tổng hợp protein, là 1 trong số 20 amino acid phổ biến để tổng hợp protein
- Tổng hợp lipid, đặc biệt ở các tế bào ung thư.[6][7]
- Điều hòa cân bằng acid-base trong thận bằng cách sản xuất amoni [8]
- Là một nguồn năng lượng cho tế bào, bên cạnh glucose [9]
- Chất cho nitơ trong nhiều quá trình đồng hóa, bao gồm cả tổng hợp purine [5]
- Là một chất cho cacbon, làm đầy chu trình axit citric [10]
- Vận chuyển không độc amonia trong tuần hoàn máu
- Tiền chất của chất dẫn truyền thần kinh glutamate

Ở cấp độ mô, glutamine đóng một vai trò trong việc duy trì tính toàn vẹn bình thường của niêm mạc ruột. nhưng các thử nghiệm ngẫu nhiên không chỉ ra bất kỳ lợi ích nào liên quan đến bổ sung dinh dưỡng.